# Expériences de physique des particules
Cet article présente brièvement un certain nombre d'expériences passées, en cours ou en projet, conduites au moyen d'accélérateurs de particules situés dans le monde entier.

## AEGIS
AEGIS ("Antimatter Experiment: Gravity, Interferometry, Spectroscopy", soit en français Expérience sur l'Antimatière : Gravité, Interférométrie, Spectroscopie), est un projet d'expérience qui doit être installée sur le décélérateur d'antiprotons du CERN.

### Le projet
L'expérience tentera de déterminer si la gravité affecte l'antimatière de la même façon qu'elle le fait pour la matière en testant ses effets sur un faisceau d'antihydrogène. En envoyant un courant d'antihydrogène au travers d'une série de grilles de diffraction, le modèle de motifs clairs et sombres permettrait d'aligner le pointage du faisceau avec une précision allant jusqu'à 1 %.

## AD, le Décélérateur d'Antiprotons

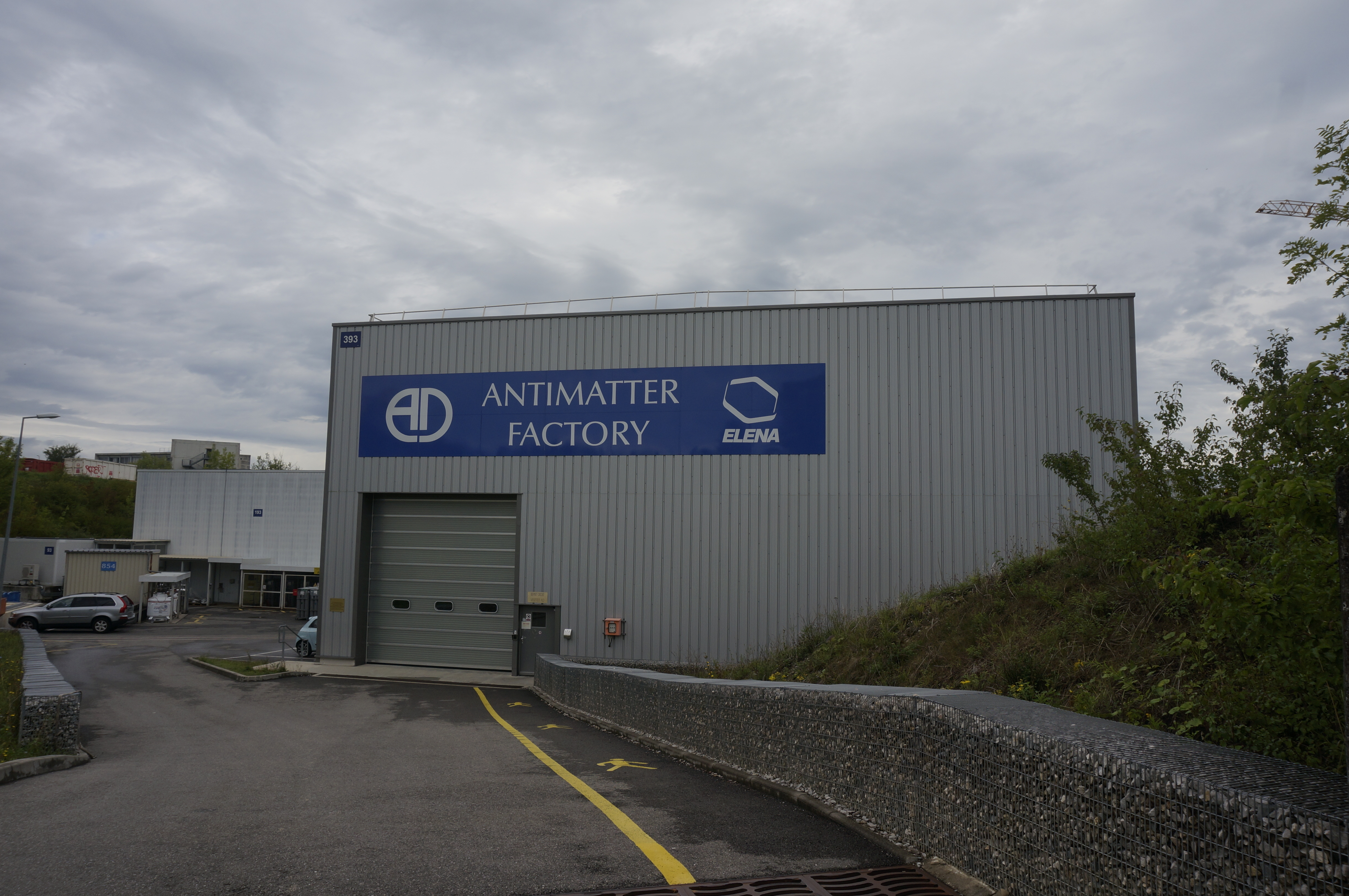
Bâtiment du décélérateur d'Antiprotons au CERN ("Antimatter Factory")

Le Décélérateur d'Antiprotons (en abrégé AD, de l'anglais Antiproton Decelerator) est un anneau de stockage installé au CERN, à Genève. Les antiprotons décélérés sont injectés dans une des expériences connectées.

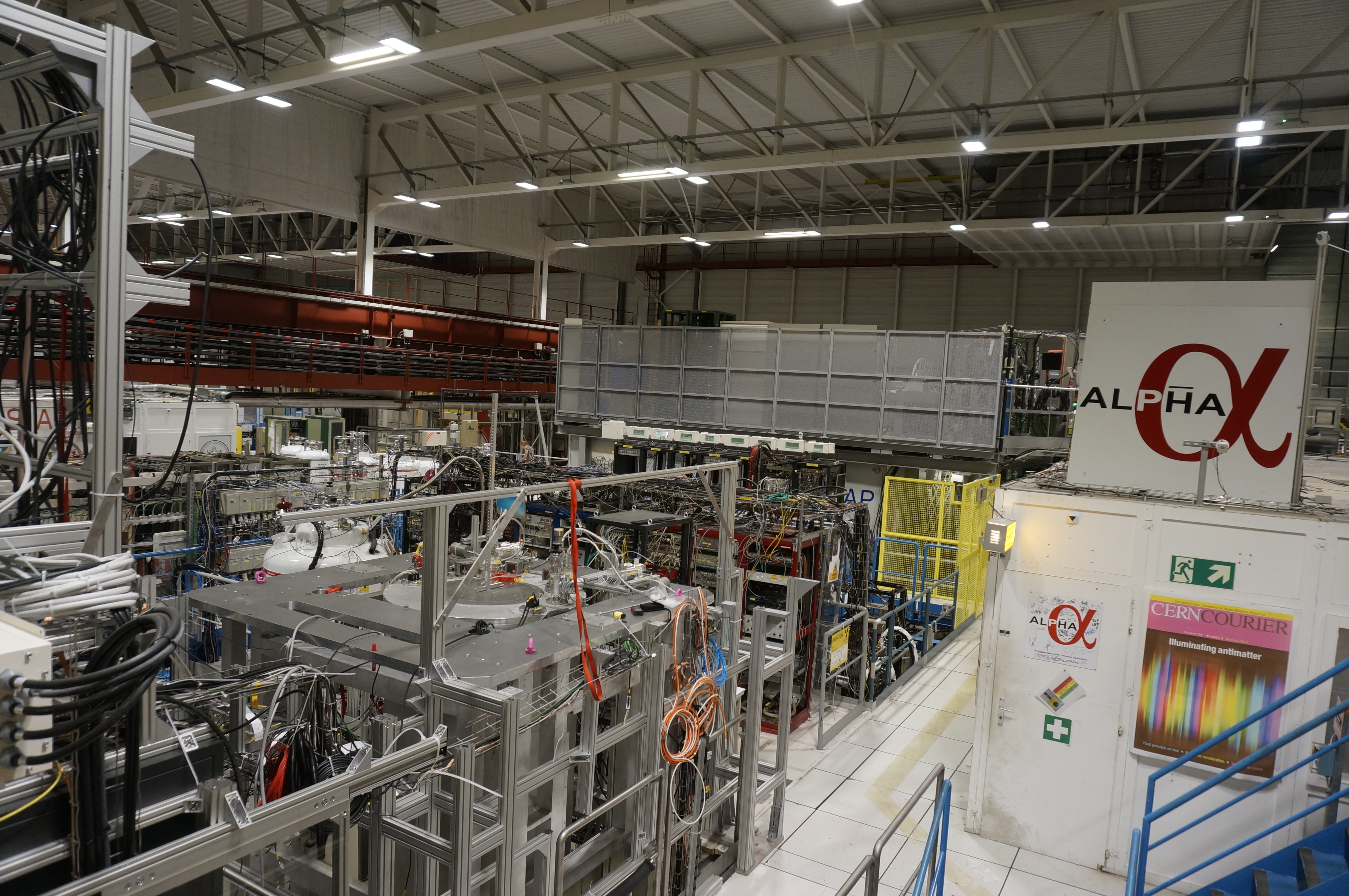
Expérience ALPHA

Expériences actuelles :
| Expt. | Acronyme | Nom complet                                                     | Traduction                                                                    |
| ----- | -------- | --------------------------------------------------------------- | ----------------------------------------------------------------------------- |
| AD-2  | ATRAP    | Anti-hydrogen Trap Collaboration                                | Collaboration pour un piège à antihydrogène                                   |
| AD-3  | ASACUSA  | Atomic Spectroscopy And Collisions Using Slow Anti-protons      | Spectroscopie atomique et collisions utilisant des antiprotons lents          |
| AD-4  | ACE      | Anti-proton Cell Experiment                                     | Cellule d'expérimentation sur l'antiproton                                    |
| AD-5  | ALPHA    | Anti-hydrogen Laser Physics Apparatus                           | Dispositif de physique des lasers à antihydrogène                             |
| AD-6  | AEGIS    | Anti-hydrogen Experiment: Gravity, Interferometry, Spectroscopy | Expérimentation sur l'antihydrogène : gravité, interférométrie, spectroscopie |

Expériences antérieures :
| Expt. | Acronyme | Nom complet                                                    | Traduction                                                            |
| ----- | -------- | -------------------------------------------------------------- | --------------------------------------------------------------------- |
| AD-1  | ATHENA   | ApparaTus for High-precision Experiments on Neutral Antimatter | Dispositifs expérimentaux de haute précision sur l'antimatière neutre |

## ATHENA
ATHENA était un projet de recherche expérimentale portant sur l'antimatière, qui s'est tenu sur AD, le décélérateur d'antiprotons du CERN. En 2005, l'équipe fut dissoute, et nombre de ses anciens membres devinrent la Collaboration ALPHA. Ce fut en 2002 la première expérience à produire 50 000 atomes d'antihydrogène de basse énergie, comme l'a rapporté la revue Nature.

### L'expérience
Pour créer de l'antihydrogène, il faut d'abord préparer les antiprotons et les positrons. Une fois l'antihydrogène créé, il faut un détecteur à haute résolution pour confirmer cette création d'antihydrogène, ainsi que pour examiner le spectre de l'antihydrogène et le comparer à l'hydrogène "normal".
On obtient les antiprotons dans le Décélérateur à Antiprotons du CERN, alors que les positrons sont obtenus dans un accumulateur à positrons. On amène ensuite les antiparticules dans un piège à recombinaison pour créer l'antihydrogène. Le piège est entouré par le détecteur ATHENA, qui détecte l'annihilation des antiprotons aussi bien que des positrons.

### Participants à la Collaboration
La Collaboration ATHENA était formée de chercheurs provenant des institutions suivantes :
- Université d'Aarhus, Danemark
- Université de Brescia, Italie
- CERN
- Université de Gênes, Italie
- Université de Pavie, Italie
- RIKEN, Japon
- Université fédérale de Rio de Janeiro, Brésil
- Université de Swansea, Royaume-Uni
- Université de Tokyo, Japon
- Université de Zurich, Suisse
- Istituto Nazionale di Fisica Nucleare (INFN), Italie

## ANTARES (accélérateur)
Pour les articles homonymes, voir Antarès (homonymie).
L'Australian National Tandem Accelerator for Applied Research (Accélérateur national australien en tandem pour la recherche appliquée), d'acronyme ANTARES, est un accélérateur de particules géré par l'ANSTO, situé au centre de recherche de Lucas Heights, aux environs de Sydney.
ANTARES ne produit pas de radioisotopes, cette activité étant dévolue au réacteur nucléaire de recherche adjacent, et également au National Medical Cyclotron (Cyclotron médical national), géré lui aussi par l'ANSTO, mais installé à proximité, au Royal Prince Alfred Hospital.
ANTARES tient son nom d'une étoile dans la constellation du Scorpion : Antarès.

## ARGUS
L'expérience ARGUS était une expérimentation de physique des particules poursuivie sur l'anneau de collision DORIS II à DESY. C'est la première expérience à avoir observé le mélange de mésons B en 1987.
Le détecteur ARGUS était un détecteur hermétique (en) ayant une couverture de 90 % de la totalité de l'angle solide. Il disposait de chambres à dérive, d'un système de temps de vol, d'un calorimètre électromagnétique et d'un système de chambre à muons.
En physique, une distribution ARGUS, nommée d'après cette expérience, est la distribution de probabilité de la masse invariante reconstituée d'un particule candidate désintégrée dans l'arrière-plan du continuum. Sa fonction de densité de probabilité (non normalisée) est :
{\displaystyle f(x)=x\cdot {\sqrt {1-\left({\frac {x}{c}}\right)^{2}}}\exp \left\{-\chi \cdot \left(1-\left({\frac {x}{c}}\right)^{2}\right)\right\}{\text{ for }}x>0.}
On utilise parfois une forme plus générale pour décrire une distribution de forme plus à pic :
{\displaystyle f(x)=x\cdot \left[1-\left({\frac {x}{c}}\right)^{2}\right]^{p}\exp \left\{-\chi \cdot \left(1-\left({\frac {x}{c}}\right)^{2}\right)\right\}}
Ici, les paramètres c, χ, p représentent respectivement les valeurs de seuil, de courbure et de puissance (p = 0.5 donne un ARGUS moyen).

## ASTRID

### ASTRID, anneau de stockage de particules
ASTRID est un anneau de stockage de particules à l'Université d'Aarhus, au Danemark. Il est installé dans les étages inférieurs du département de Physique et d'Astronomie de l'Université d'Aarhus. Vers 1998, il a fait l'objet de plusieurs améliorations, notamment celle de porter son temps maximum de fonctionnement à 30-35 heures. Le contrat de conception et de construction de l'anneau de stockage ASTRID 2 (évoqué plus bas) a été attribué en décembre 2008. Sa construction sera immédiatement adjacente à ASTRID.
L'utilisation d'ASTRID assurera alors le complément du nouvel anneau. Ainsi, ASTRID 2 pourrait avoir un fonctionnement presque continu.

### ASTRID 2
ASTRID 2 sera un anneau de stockage de l'Université d'Aarhus, au Danemark. le contrat de construction de l'anneau a été attribué en décembre 2008, et il est prévu qu'il soit terminé vers la fin 2009. Il sera construit dans les étages inférieurs du Département de Physique et Astronomie de l'Université d'Aarhus. Il sera adjacent à l'actuel anneau de stockage de particules ASTRID. Plutôt qu'un faisceau d'électrons se désintégrant avec le temps, il recevra en contimu un complément d'alimentation de la part d'ASTRID, ce qui permettra d'obtenir un courant pratiquement constant. Il génèrera un rayonnement synchrotron de façon à fournir un faisceau lumineux ajustable, qu'on espère d'une « qualité remarquable », et dont les longueurs d'onde s'étageront des ultraviolets au rayons X.

## ATRAP
La Collaboration ATRAP, au CERN, émane de la Collaboration TRAP, dont les membres furent des pionniers de la chasse aux antiprotons froids, aux positrons froids, et furent les premiers à faire interagir les composants de l'antihydrogène froid. Les membres d'ATRAP ont également été pionniers dans la spectroscopie de précision de l'hydrogène et ont été les premiers à observer des atomes d'antihydrogène chaud. La Collaboration compte des chercheurs des universités de Harvard, de Bonn, de l’Institut Max-Planck d'optique quantique, de l'Université d'Amsterdam, de l'Université d'York, de l'Université nationale de Séoul (Corée du Sud), du NIST, et du Centre de recherche de Jülich.

## BELLE
L'expérience Belle est une expérience de physique des particules menée par la collaboration Belle, une collaboration internationales de plus de 400 physiciens et ingénieurs conduisant des investigations sur les effets de la violation CP à l'Organisation de Recherche de l'Accélérateur des Hautes Énergies (K2K) à Tsukuba, préfecture d'Ibaraki, au Japon.

## Panorama des interactions des accélérateurs

### Absorbeur
Dans une expérience de physique des hautes énergies, un absorbeur est un bloc de matière utilisé pour absorber une partie de l'énergie d'une particule élémentaire incidente. Les absorbeurs peuvent être réalisés dans une large gamme de matières, selon le but fixé. On peut ainsi choisir des absorbeurs en plomb ou en hyrogène liquide, par exemple. La plupart des absorbeurs sont utilisés comme des éléments des détecteurs.
L'utilisation des absorbeurs comme refroidisseurs d'ionisation est plus récente, comme dans l'International Muon Ionization Cooling Experiment (en).
Pour capter l'énergie solaire, la majeure partie du collecteur récupère la chaleur des radiations solaires au travers d'un médium (eau+antigel). Celui-ci est chauffé et circule entre le collecteur et le réservoir de stockage. L'utilisation d'absorbeurs noirs, ou encore mieux à couches sélectives permettent d'atteindre un haut niveau d'efficacité.
Dans les écrans solaires, les ingrédients absorbant le rayonnement UVA/UVB, tels que l'avobenzone et l'octyl méthoxycinnamate (en), sont connus comme absorbeurs. Ils se diffèrencient des "bloqueurs" physiques de radiations UV tels que le dioxyde de titane et l'oxyde de zinc.

### Physique des accélérateurs
La physique des accélérateurs traite des problèmes de construction et d'exploitation des accélérateurs de particules.
Les expériences menées grâce à des accélérateurs de particules ne sont pas considérées comme relevant de la physique des accélérateurs. Selon les objectifs de l'expérience, elles relèvent de la physique des particules, de la physique nucléaire, de la physique de la matière condensée ou de la physique des matériaux, etc, ou encore à d'autres champs scientifiques ou techniques. Le type des expériences menées avec un accélérateur particulier est largement déterminé par les caractéristiques de celui-ci, telles que l'énergie, (par particules) le type des particules étudiées, l'intensité du faisceau, sa qualité, etc.

### Reconstruction d'évènement
Lors d'une expérience avec détecteur de particules, la reconstruction des évènements (en) est le processus d'interprétation des signaux électroniques produits par le détecteur pour déterminer les particules élémentaires originales l'ayant traversé, leur moment, leur direction, et les premiers vertex de l'évènement. Ainsi il est possible de déterminer le processus initial s'étant produit au point d'interaction (en) de l'accélérateur de particules, et dont l'étude est le but de l'expérience. La reconstruction de la totalité des évènements est rarement possible (et rarement nécessaire) ; habituellement, seule une partie des données décrites ci-dessus est obtenue et traitée.

## Sources
- (en) Cet article est partiellement ou en totalité issu de l’article de Wikipédia en anglais intitulé « Particle physics experiments » (voir la liste des auteurs).